# Ново-Зимницкая волость
Ново-Зимницкая волость, Новозимницкая волость — низшая административно-территориальная единица в составе Хвалынского уезда Саратовской губернии. Волостной центр — село Новые Зимницы.
Ныне территория волости  в Старокулаткинском районе Ульяновской области России. Населённые пункты сохранились и входят в сельское поселение Старокулаткинское городское поселение.

## История
Создана после 1883 года.
По декрету ВЦИК от 12 ноября 1923 года Хвалынский уезд был упразднён. После 12.11.1923 земли волости в Кузнецком уезде Саратовской губернии.

## Состав
- Новые Зимницы (Зимницы) — волостной центр
- Новая Кулатка
- Усть-Кулатка (1914)